# Чистопольский (Саратовская область)
Чистопольский — поселок в Краснопартизанском районе Саратовской области России. Входит в состав сельского поселения Рукопольское муниципальное образование.

## География
Находится на расстоянии примерно 22 километра по прямой на восток от районного центра поселка Горный. 

## История
Официальная дата основания 1934 год. Однако на этом месте ещё с 1910-х годов существовал небольшой хутор. С 1930-х годов поселок был центральной усадьбой совхоза "Красное знамя".

## Население
Население составляло 545 человек в 2002 году (67% русские),  310 в 2010.

## Инфраструктура
В здании бывшей средней школы сегодня размещаются дом культуры, почта, библиотека, начальная школа и магазин. Работает детский сад "Тополёк". Расформированный совхоз в итоге распался на отдельные фермерские хозяйства. 